# Île du Belvédère
L'île du Belvédère (illa del Mirador, en català) és una illa situada al llac del parc des Buttes-Chaumont, al 19è districte de París. D'una superfície d'aproximadament 6700 m², està connectada a la riba per dos ponts: a l'Oest pel pont dels suïcidats, de pedra, i al Sud per una passarel·la suspesa, de fusta.

## Temple de la Sibylle
El temple hi és present d'ençà 1869 i és a una alçada de 30 metres sobre el nivell de l'aigua del llac. Ha estat construït per l'arquitecte Gabriel Davioud inspirant-se en el temple de la Sibil·la de Tívoli.